# Am Stein 1 (Ingolstadt)
Das Wohn- und Geschäftshaus Am Stein 1 befindet sich an zentraler Stelle in der Ingolstädter Altstadt und ist unter der Aktennummer D-1-61-000-22 in der Denkmalliste Bayern eingetragen. 

Am Stein 1

## Baugeschichte
Das dreigeschossige Eckhaus mit historisierendem Giebel und reiche Putzgliederung geht auf zwei mittelalterliche Bauten zurück. Das Gebäude wurde im Barock umgebaut und die Fassaden 1875 und 1886 vereinheitlicht.
1958 übernahm der Maler und Bürstenfabrikant Bernhard Bruckmayer die Parfümerie am Stein.
Direkt vor dem Gebäude befindet sich auf Straßenniveau eingebettet ein Steinquader. Laut einer Sage warf der Teufel diesen Stein aus Ärger über den Bau des Münsters dorthin. Daher trägt auch die Straße den Namen Am Stein.

## Baudenkmal
Die ehemalige Parfümerie steht unter Denkmalschutz und ist im Denkmalatlas des Bayerischen Landesamtes für Denkmalpflege und in der Liste der Baudenkmäler in Ingolstadt eingetragen.